# بردمن (فیلم)
مرد پرنده‌ای یا فضیلت غیرمنتظرهٔ جهل (به انگلیسی: Birdman or (The Unexpected Virtue of Ignorance)) فیلمی در ژانر کمدی سیاه به کارگردانی، تهیه‌کنندگی و نویسندگی الخاندرو گونسالس اینیاریتو است که در ۱۷ اکتبر ۲۰۱۴ منتشر شد. مایکل کیتون، زک گالیفیاناکیس، ادوارد نورتون، آندره‌آ ریسبرو، ایمی رایان، اما استون و نائومی واتس در فیلم به ایفای نقش پرداخته‌اند. کیتون در نقش یک بازیگر هالیوودی است که مدت‌ها پیش با یک نقش ابرقهرمانی به‌شهرت رسیده‌است و در حال حاضر می‌خواهد با اجرای یک تئاتر اقتباسی از آثار ریموند کارور در برادوی، شهرت ازدست‌رفتهٔ خویش را بازیابد.
بردمن در افتتاحیهٔ هفتاد و یکمین جشنواره فیلم ونیز اکران شد. در ۱۷ اکتبر ۲۰۱۴ به صورت محدود در ایالات متحده و در ۱۴ نوامبر، به صورت جهانی اکران گردید. این فیلم بیش از ۵۹ میلیون دلار فروش داشت.
بردمن عموماً نقدهای مثبتی دریافت کرد و توسط بسیاری از جمله هیئت ملی بازبینی فیلم و بنیاد فیلم آمریکا به عنوان یکی از بهترین فیلم‌های سال ۲۰۱۴ میلادی انتخاب شد. در ۷۲مین مراسم گلدن گلوب نامزد دریافت ۷ جایزه شد که از این بین کیتون جایزه بهترین بازیگر مرد فیلم کمدی یا درام را دریافت کرد و فیلم‌نامهٔ فیلم نیز جایزه بهترین فیلم‌نامه را به‌دست آورد. در هشتاد و هفتمین دوره جوایز اسکار، بردمن با نامزدی در ۹ بخش، همراه هتل بزرگ بوداپست بیشترین تعداد نامزدی در این دوره را کسب کرد که از این بین موفق به دریافت چهار جایزهٔ بهترین فیلم، بهترین کارگردانی، بهترین فیلم‌نامهٔ غیراقتباسی و بهترین فیلم‌برداری شد.

## داستان
ریگان تامسون (مایکل کیتون) بازیگر هالیوودی است که دو دهه قبل به خاطر بازی در نقش ابرقهرمانی به نام بردمن (مرد پرنده‌ای) در فیلم‌های بلاک‌باستر، مشهور بوده، ولی حالا شهرتش لکه‌دار شد. در ذهنش صدای شخصیت بردمن با او صحبت می‌کند و از او انتقاد می‌کند و او خودش تصور می‌کند قدرت‌های خارق‌العادهٔ بردمن را در زندگی واقعی نیز داراست. ریگان امیدوار است با اقتباس نمایش‌نامه‌ای از داستان کوتاه ریموند کارور به نام «وقتی از عشق حرف می‌زنیم از چه حرف می‌زنیم» که خودش نویسندگی، کارگردانی و بازیگری در آن را بر عهده دارد، شهرت از دست‌رفته‌اش را بازیابد. تهیه‌کننده این نمایش، وکیل و بهترین دوست ریگان یعنی جیک (زک گالیفیاناکیس) است. لورا (آندره‌آ ریسبرو) که دوست‌دختر ریگان است و لزلی (نائومی واتس) بازیگری که برای اولین بار در برادوی روی صحنه می‌رود، بازیگران این نمایش هستند. دختر ریگان، سم (اما استون) که معتاد نیز هست، دستیار ریگان است.
هنگام تمرین، یک لامپ از صحنه روی سر بازیگر اصلی، رالف (جرمی شیموس)، می‌افتد و او را مصدوم می‌کند. ریگان و جیک هر دو اتفاق نظر دارند که او بازیگر بدی بوده و ریگان ادعا می‌کند، وی لامپ را از قصد روی سرش انداخته‌است. از طریق لزلی، آن‌ها موفق می‌شوند بازیگر مشهوری به نام مایک (ادوارد نورتون) را برای این نقش استخدام کنند. اولین پیش‌نمایش افتضاح پیش می‌رود. مایک زمانی که ریگان مشروبش را با آب بروی صحنه عوض می‌کند، نقشش را می‌شکند و با وی درگیر می‌شود و همچنین در یک صحنه سکس، سعی می‌کند به لزلی تجاوز کند. ریگان با خواندن مطبوعات متوجه می‌شود که مایک حواس همه را به خود جلب کرده‌است. جیک او را راضی می‌کند که با او ادامه بدهد. وقتی ریگان سم را هنگام مصرف ماری‌جوآنا غافلگیر می‌کند، سم به او می‌گوید که او اصلاً اهمیتی ندارد و این نمایش فقط برای غرور اوست.
پشت صحنهٔ آخرین پیش‌نمایش، ریگان می‌بیند که سم و مایک در حال لاس زدن هستند. وقتی برای سیگار کشیدن به بیرون می‌رود، لباسش لای در الکترونیکی گیر می‌کند و مجبور می‌شود برهنه شود و از طریق میدان تایمز و در اصلی سالن وارد صحنه شود. بازدید فیلمی که از این صحنه بر روی اینترنت منتشر می‌شود، به سرعت بالا می‌رود. بعد از این، او در یک بار با منتقدی به نام تابیتا دیکینسون، مواجه می‌شود. او به ریگان می‌گوید که از مشاهیر هالیوودی که تظاهر می‌کنند بازیگرند متنفر است و به زودی با یک نقد منفی، کار نمایشش را تمام خواهد کرد. ریگان مست می‌کند و در خیابان از حال می‌رود. روز بعد او توهم می‌زند که در حال صحبت با بردمن است و به او می‌گوید تا یک فیلم بردمن دیگر بسازد. همچنین تصور می‌کند که روی شهر نیویورک در حال پرواز است.
در شب اول نمایش، ریگان از اسلحه واقعی برای صحنهٔ پایانی استفاده می‌کند. صحنه‌ای که در آن شخصیت ریگان خودش را می‌کشد. او به بینی خودش شلیک می‌کند. در بیمارستان جیک به ریگان می‌گوید که تابیتا برای او یک نقد مثبت نوشته‌است. وقتی سم به ملاقاتش می‌رود، لحظه‌ای بیرون اتاق می‌رود و وقتی برمی‌گردد می‌بیند که پنجره باز است و پدرش نیست. او از پنجره به پایین نگاه می‌کند، بعد به بالا و لبخند می‌زند.

## بازیگران
- مایکل کیتون در نقش ریگان تامسون/بردمن
- ادوارد نورتون در نقش مایک شاینر
- اما استون در نقش سم تامسون
- نائومی واتس در نقش لزلی
- زک گالیفیاناکیس در نقش جیک
- آندره‌آ ریسبرو در نقش لورا
- ایمی رایان در نقش سیلویا تامسون
- لیندسی دونکن در نقش تابیتا دیکینسان
- مریت ویور در نقش آنی
- جرمی شیموس در نقش رالف
- فرانک ال. ریدلی در نقش آقای روث

## انتشار
بردمن به عنوان فیلم افتتاحیهٔ هفتاد و یکمین جشنواره فیلم ونیز در بخش مسابقه به همراه فیلم پرزیدنت از محسن مخملباف در بخش افق انتخاب شد. انتشار محدود آن در چهار سالن نمایش آمریکای شمالی در تاریخ ۱۷ اکتبر ۲۰۱۴ آغاز شد. به دنبال آن اکران سراسری فیلم در ۸۵۷ سالن نمایش در تاریخ ۱۴ نوامبر ۲۰۱۴ آغاز شد.

## جوایز
این فیلم در بیش از پنجاه جشنواره فیلم شرکت و موفق به کسب جوایز مختلفی شد که مهم‌ترین آنها عبارت اند از:

### هشتاد و هفتمین دوره جوایز اسکار
| جایزه                                  | نتیجه    | نامزد                                                   |
| -------------------------------------- | -------- | ------------------------------------------------------- |
| جایزه اسکار بهترین فیلم                | برنده    | الخاندرو گونسالس اینیاریتو جان لشر جیمز اسکاتچوپول      |
| جایزه اسکار بهترین کارگردانی           | برنده    | الخاندرو گونسالس اینیاریتو                              |
| جایزه اسکار بهترین فیلم‌نامه غیراقتباسی | برنده    | الخاندرو گونسالس اینیاریتو الکساندر دینلاریس آرماندو بو |
| جایزه اسکار بهترین بازیگر نقش اول مرد  | نامزدشده | مایکل کیتون                                             |
| جایزه اسکار بهترین بازیگر نقش مکمل مرد | نامزدشده | ادوارد نورتون                                           |
| جایزه اسکار بهترین بازیگر نقش مکمل زن  | نامزدشده | اما استون                                               |
| جایزه اسکار بهترین فیلم‌برداری          | برنده    | امانوئل لوبزکی                                          |
| جایزه اسکار بهترین تدوین صدا           | نامزدشده | مارتین هرناندز آرون گلاسکوک                             |
| جایزه اسکار بهترین میکس صدا            | نامزدشده | جان تایلور فرانک مونتائو توماس وارگا                    |

### هفتاد و دومین مراسم گلدن گلوب
| جایزه                                                  | نتیجه | نامزد                                                   |
| ------------------------------------------------------ | ----- | ------------------------------------------------------- |
| جایزه گلدن گلوب بهترین فیلم موزیکال یا کمدی            | نامزد | الخاندرو گونسالس اینیاریتو جان لشر                      |
| جایزه گلدن گلوب بهترین کارگردانی                       | نامزد | الخاندرو گونسالس اینیاریتو                              |
| جایزه گلدن گلوب بهترین بازیگر مرد فیلم موزیکال یا کمدی | برنده | مایکل کیتون                                             |
| جایزه گلدن گلوب بهترین بازیگر نقش مکمل مرد             | نامزد | ادوارد نورتون                                           |
| جایزه گلدن گلوب بهترین بازیگر نقش مکمل زن              | نامزد | اما استون                                               |
| جایزه گلدن گلوب بهترین فیلم‌نامه                        | برنده | الخاندرو گونسالس اینیاریتو الکساندر دینلاریس آرماندو بو |
| جایزه گلدن گلوب بهترین موسیقی                          | نامزد | آنتونیو سانچز                                           |

### شصت و هشتمین دوره جوایز بفتا
امانوئل لوبزکی برنده جایزه جایزه بفتای بهترین فیلم‌برداری

### هفتاد و یکمین جشنواره فیلم ونیز
الخاندرو گونسالس اینیاریتو نامزد جایزه شیر طلایی